# Согдіана (футбольний клуб)
Професійний футбольний клуб «Согдійона» (Джиззак) (узб. Soʻgʻdiyona Jizzax Futbol Klubi / "Сўғдиёна" Жиззах Футбол Клуби) — професіональний узбецький футбольний клуб з міста Джиззак.

## Колишні назви
- 1970—1972: ФК «Джиззак»
- 1973—1975: Труд (Джиззак)
- 1975—1976: ФК «Джиззак»
- 1976—1977: Іригатор (Джиззак)
- 1978—1981: Бустон (Джиззак)
- 1982—1985: Зірка (Джиззак)
- 1986—1989: Єшлик (Джиззак)
- з 1990: Согдіана (Джиззак)

## Історія
Заснований в 1970 році, в тому ж році дебютував у першості СРСР. В своєму дебютному сезоні клуб посів останнє, 17-те, місце в зоні «Центральна Азія» Другої ліги Чемпіонату СРСР та на два роки позбувся професійного статусу.
Починаючи з 1973 року і до 1979 року клуб виступав під назвою «Труд (Джиззак)» в Другій лізі Чемпіонату СРСР (зона «Центральна Азія»). В 1979 році «Бустон (Джиззак)» перемагає в першості та виходить до Першої ліги Чемпіонату СРСР, де команда виступала з 1980 по 1985 роки.
За радянських часів клуб був армійською командою, де грали багато молодих футболістів.
У 1992—2002, 2004—2006, 2008—2009 рр. клуб грав у Вищій лізі Узбекистану. У 2003 і 2007 роках виступав у Першій лізі Узбекистану, обидва рази ставав переможцем цього турніру. У 2013 році «Согдіана» повернулася до Вищої ліги, де посіла 10-те місце. У наступному сезоні клуб посів 13-те місце і повинен був покинути лігу. Але завдяки зміні регламенту клуб залишився у Вищій лізі.

## Досягнення
- Друга ліга СРСР, зона Центральна Азія
  -  Чемпіон (1): 1979
- Чемпіонат Узбекистану
  -  Срібний призер (1): 2021
  -  Бронзовий призер (1): 1992
- Перша ліга Чемпіонату Узбекистану
  -  Чемпіон (2): 2003, 2007

## Стадіон
Домашній стадіон ФК «Согдіани», стадіон «Джиззак», було побудовано в 1970 році. В 2012 році його було закрито для реконструкції. В сезоні 2013-14 років ФК «Согдіана» роводив домашні матчі на стадіоні «Заамін». Роботи по реконструкції стадіону були завершені в 2015 році, але вже після реконструкції стадіону «Марказій». Стадіон змінив свою назву, тепер його новою офіційною назвою є Спортивний комплекс «Согдіана», а вміщує він 11 650 уболівальників. 26 червня 2015 року на відновленому стадіоні відбувся перший матч в рамках національного чемпіонату, в якому зустрічалися ФК «Согдіана» та Коканд 1912 (2:1).

## Статистика виступів у чемпіонатах
| Рік  | Див. | Міс.  | Найкращий бомбардир (чемп.) |
| 1992 | УзЧ  | 2-ге  | Самад Нарзікулов – 14       |
| 1993 | УзЧ  | 4-те  | Бахтіяр Гафуров – 8         |
| 1994 | УзЧ  | 6-те  |                             |
| 1995 | УзЧ  | 9-те  |                             |
| 1996 | УзЧ  | 12-те | Зінур Зігуршин – 10         |
| 1997 | УзЧ  | 8-ме  |                             |
| 1998 | УзЧ  | 4-те  | Олексій Жданов – 18         |
| 1999 | УзЧ  | 13-те |                             |
| 2000 | УзЧ  | 17-те |                             |
| 2001 | УзЧ  | 10-те |                             |
| 2002 | УзЧ  | 16-те |                             |
| 2003 | 1-ша | 1-ше  | Кобіл Алікулов – 23         |
| 2004 | УзЧ  | 8-ме  | Расул Хаїтов – 11           |

| Рік  | Див. | Міс.  | Найкращий бомбардир (чемп.) |
| 2005 | УзЧ  | 14-те | Шахбоз Еркінов – 5          |
| 2006 | УзЧ  | 15-те | Сайдолим Шарофуддінов – 4   |
| 2007 | 1-ша | 1-ше  | Бекзод Абдумінов – 15       |
| 2008 | УзЧ  | 11-те | Шахбоз Еркінов – 13         |
| 2009 | УзЧ  | 16-те |                             |
| 2010 | 1-ша | 2-ге  | Баходир Пардаєв – 26        |
| 2011 | УзЧ  | 14th  | Сухроб Нематов – 7          |
| 2012 | 1-ша | 1-ше  | Хуршид Юлдашев – 26         |
| 2013 | УзЧ  | 10-те | Сухроб Бердиєв – 7          |
| 2014 | УзЧ  | 13-те | Сухроб Бердиєв – 5          |
| 2015 | УзЧ  | 15-те | Ясур Хакімов – 6            |
| 2016 | УзЧ  |       |                             |

## Відомі гравці
- Шевкат Бекбулатов
- Олександр Горюхов
- Олександр Кожухов
- Володимир Кухлевський
- Ігор Поваляєв
- Василь Постнов
- Олег Синелобов
- Диєр Файзієв
- Тура Шаймарданов
- Фуркат Есанбаєв
- Євгеній Данилов

## Тренери
- Ахрол Іноятов (1980—1981)
- Олексій Мамикін (1982)
- Віктор Тихонов (1983)
- Геннадій Красницький (1984—1985)
- Сергій Доценко (1986; 1990)
- Юрій Христофоріді (1987—1989; 1991—1992)
- Віктор Борисов (1992—1993)
- Бахтияр Гафуров (1995—1996)
- Рауф Інилеєв (1997—2000)
- Валерій Василенко (2002)
- Бахтияр Гафуров (2003)
- Суюн Муртазаєв (2004–19.04.2006)
- Фуркат Ісанбаєв (2007—2008)
- Рауф Інилеєв (2010—2011)
- Мурад Отажонов (2011)
- Давронжон Файзиєв (2012—2013)